# Данијела Угреновић
Данијела Угреновић (Дубровник, 14. мај 1969 — Београд, 15. септембар 2022) била је српска филмска, телевизијска и позоришна глумица.

## Биографија
Данијела Угреновић је рођена 14. маја 1969. године у Дубровнику. Средњу школу природно - математичког смера је завршила у Нишу.
Глуму је дипломирала 1994. године на Факултету Драмских уметности у Београду у класи професора Владимира Јевтовића заједно са Наташом Нинковић, Борисом Пинговићем, Данијелом "Нелом" Михаиловић, Данијелом Кузмановић. Широј публици је била позната по серијама:  Жене са Дедиња, Моја генерација З, Горе - доле.
Од 1994. године била је чланица „Народног позоришта у Београду”. Такође, играла је и у представама „Битеф Театра”, „Атељеа 212”, „Будва Град Театра”, „Мадленианума”, „КЦ Тивата” и „Позоришта Бошко Буха”.
Добила је „Јавну Похвалу за резултате у раду од изузетног и посебног значаја за успешну активност Народног позоришта у Београду” за сезону 2017/2018.

## Филмографија
| Год.       | Назив             | Улога           |
| ---------- | ----------------- | --------------- |
| 1996-1997. | Горе-доле         | Џоксова девојка |
| 2013.      | Жене са Дедиња    | Супер дадиља    |
| 2018.      | Погрешан човек    | Болничарка 2    |
| 2019.      | Моја генерација Z | Светлана        |

## Улоге у позоришту

### Народно позориште у Београду
- Месец дана на селу (Верочка)
- Живот је сан (Росаура)
- Развојни пут Боре шнајдера (Лина)
- Максим Црнојевић (Анђелија)
- Путујуће позориште Шопаловић (Гина)
- Женидба (Арина Пантелејмоновна)
- Зли дуси (Виргинска)
- Иванов (Зинаида Савишна)
- Плаy Шимборска

### Битеф Театар
- Ивона кнегиња Бургундска
- Госпа од мора
- Моја домовина седам снова
- Зимске баште

### Атеље 212
- Велика свеска

### Будва Град Театар
- Каролина Нојбер
- Иванов

### Мадленианум
- Тесла

### КЦ Тиват
- Ненаграђени љубавни труд

### Позориште Бошко Буха
- Плава птица